# In the Zone
In the Zone é o quarto álbum de estúdio da artista musical americana Britney Spears, lançado em  15 de novembro de 2003 pela Jive Records. Com a finalização da turnê Dream Within a Dream em julho de 2002 e o término de seu relacionamento com Justin Timberlake, a cantora planejou fazer uma pausa de seis meses em sua carreira; contudo, ela iniciou o trabalho no disco em novembro do mesmo ano. Spears começou a escrever músicas para In the Zone enquanto estava em digressão mundial, embora não soubesse qual direção seguir com o projeto. Ela colaborou com diferentes produtores, a fim de encontrar aqueles com quem tivesse química. A primeira faixa gravada foi "Touch of My Hand", que, segundo a intérprete, proporciona um equilíbrio para o restante do disco. Ela também co-compôs diversos números, e adaptou as letras de acordo com a sua personalidade. A artista afirmou ser uma compositora autobiográfica, embora não ao ponto de sentir-se auto explorada, e explicou que a natureza sexual de In the Zone foi subconsciente e aconteceu enquanto estava no processo de desenvolvimento do álbum.
Em termos musicais, In the Zone é altamente influenciado por gêneros urbanos como o R&B, house, trip hop e hip hop, apresentando como estilo predominante o dance-pop; enquanto a sua instrumentação é constituída por guitarras, tambores, sintetizadores, cordas, e elementos da música do Oriente Médio. Liricamente, as faixas refletem-se ao amor, à dança, ao empoderamento, e no caso de canções como "Touch of My Hand", ao sexo e à masturbação. As gravações do projeto ocorreram durante o ano de 2003 nos Estados Unidos e na Suécia, com a produção de profissionais como Bloodshy & Avant, Brian and Josh, Roy "Royalty" Hamilton, Jimmy Harry, Penelope Magnet, Moby, The Matrix, R. Kelly, Rishi Rich, Guy Sigsworth, Shep Soloman, Mark Taylor e Trixster.
In the Zone recebeu revisões geralmente positivas da mídia especializada, a qual prezou a mistura de diferentes estilos e as composições feitas pela cantora. Entretanto, seus vocais foram criticados pelos resenhadores, que afirmaram estarem "distantes e processados". Comercialmente, o disco obteve um desempenho exitoso, alcançando o topo das tabelas da França e da Grécia, ao passo que qualificou-se entre os dez primeiros em mais onze países. Nos Estados Unidos, debutou no topo da Billboard 200 com vendas de 609 mil cópias na primeira semana, convertendo Spears na primeira artista feminina a ter quatro trabalhos consecutivos nessa posição da tabela. O material recebeu certificação de platina dupla pela Recording Industry Association of America (RIAA), e foi o oitavo mais comprado mundialmente no ano de 2003. Atualmente registra mais de 10 milhões de exemplares faturados no mundo todo.
A fim de promover o disco, foram lançados quatro singles de seu alinhamento. O primeiro, "Me Against the Music", conta com a participação de Madonna, e atingiu a primeira colocação das tabelas da Austrália, da Dinamarca, da Espanha, da Hungria e da Irlanda e a vice-liderança em outras cinco nações. "Toxic" obteve o maior desempenho do album, alcançando a nona posição na Billboard Hot 100 — o qual converteu-se na primeira obra da cantora a listar-se nas dez primeiras posições da tabela em quatro anos —, e a rendeu a primeira e única vitória de sua carreira nos Grammy Awards. As últimas duas faixas distribuídas, "Outrageous" e "Everytime", obtiveram um desempenho moderado, sendo que a primeira citada foi prejudicada pela falta de promoção devido a Spears machucar o joelho durante as filmagens do videoclipe que o acompanha, e só alcançou a posição 79 na Billboard Hot 100. Como forma de divulgação do material, a cantora interpretou as canções em diversos programas de televisão e embarcou na The Onyx Hotel Tour. O álbum e seus vídeos musicais foram avaliados pelos críticos como o fim da transição de uma estrela adolescente a uma artista mais adulta. Em 2009, a NPR listou In the Zone entre os 50 discos mais importantes da década.

## Antecedentes e desenvolvimento

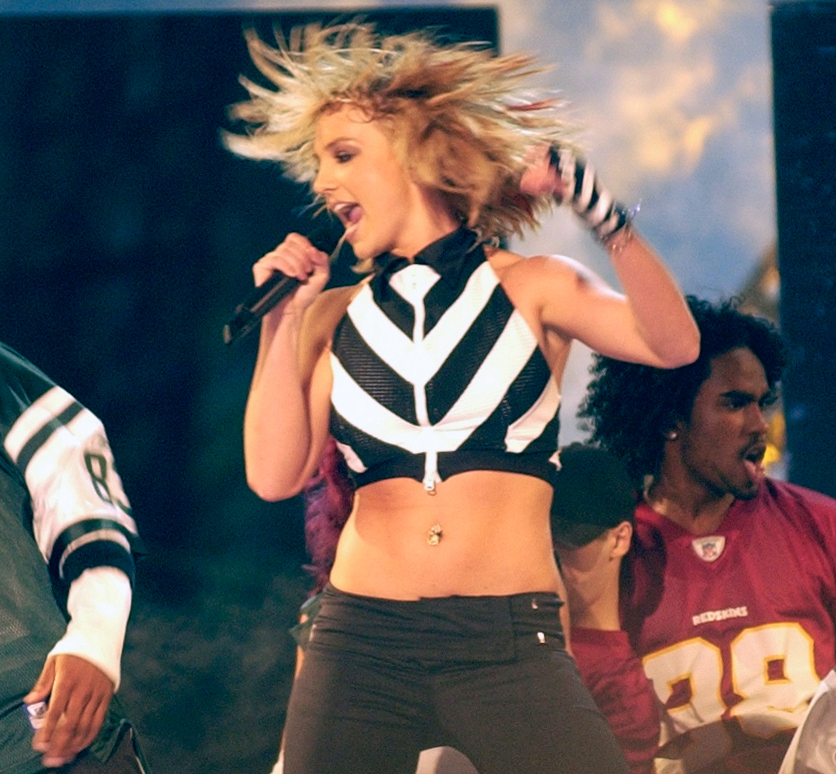
Spears interpretando "Me Against the Music" durante o NFL Kickoff Live de 2003.

Em novembro de 2001, Spears lançou seu terceiro álbum de estúdio, Britney, que retratou temas mais adultos e provocantes e contou com o single "I'm a Slave 4 U". O disco vendeu quatro milhões de cópias nos Estados Unidos; no entanto, estes números foram considerados baixos em comparação a seus trabalhos anteriores. No ano seguinte, seu relacionamento de três anos com o cantor Justin Timberlake terminou depois de meses de especulações. Após a turnê Dream Within a Dream – em apoio ao Britney – ser finalizada em julho de 2002, a artista anunciou que iria fazer uma pausa de seis meses em sua carreira. Em novembro de 2002, ela revelou estar trabalhando em seu seguinte projeto, explicando: "Na verdade, eu só queria tirar umas duas ou três semanas de folga. (...) E o mundo todo começou a ficar tipo: 'Oh meu Deus, ela se foi...". Durante a sua estadia na Europa, a cantora reuniu-se com o músico William Orbit e com a dupla Daft Punk acerca de possíveis colaborações, e posteriormente Darkchild e The Neptunes foram inicialmente confirmados como produtores. Quando questionada pela The Hollywood Reporter sobre a direção do trabalho, Spears respondeu que era uma evolução orgânica, acrescentando: "Isso deve ocorrer de forma natural de acordo com os seus sentimentos. (...) O que tiver que acontecer, acontecerá." Fred Durst foi convidado pela administração de Spears a apresentar material, e ele compôs e produziu três faixas trip hop que foram gravadas pela intérprete em janeiro de 2003. No entanto, após serem publicadas notícias de que um suposto caso entre os dois havia terminado,  Durst informou a Jive Records que não iria conceder-lhes a permissão de utilizarem suas músicas no álbum. Em março de 2003, Lauren Christy, dos The Matrix, comentou sobre o desenvolvimento do disco em entrevista a MTV News, e relacionou seu trabalho com Spears à Ray of Light de Madonna. Scott Spock, também do The Matrix, continuou a compará-la a supracitada, dizendo:
| “ | Ela está começando uma nova fase em sua carreira. Madonna monitora constantemente o que está acontecendo nos clubes, e cria algo superior e coloca-o no mercado. Eu acho que Britney está começando a entender a importância de ser capaz de olhar para coisas diferentes, ao invés de continuar focando-se na mesma coisa para sempre. (...) Eu não penso que [seus fãs] ficarão assustados ou chateados. Penso que eles realmente gostarão do que está por vir. | ” |

A cantora também mostrou prévias de algumas músicas ao Quddus Philippe da MTV em maio de 2003, incluindo "Touch of My Hand", "Brave New Girl" e "Everytime", comentando: "Eu realmente tenho sido capaz de tomar meu tempo e ter o controle criativo e tornar [o novo álbum] bastante especial." Em 27 de agosto seguinte, a cantora abriu os MTV Video Music Awards de 2003 apresentando uma mistura de "Like a Virgin/Hollywood" ao lado de Madonna, Christina Aguilera e Missy Elliott. A performance iniciou com Spears aparecendo no palco em cima de um bolo de casamento gigante, enquanto usava um vestido de noiva e um véu, ela cantou as primeiras linhas de "Like a Virgin" antes de Aguilera surgir por detrás da estrutura e unir-se a ela. Madonna, em seguida, emerge de dentro do bolo vestindo um casaco preto e um chapéu e começa a apresentar "Hollywood" antes de prosseguir para beijar Spears e Aguilera na boca. Missy Elliott saiu de uma capela de casamento para interpretar seu single "Work It" no meio do espetáculo. O beijo gerou grande repercussão por parte da mídia. O ocorrido foi listado pela revista Blender como um dos vinte e cinco momentos da música mais sexy na história da televisão. A MTV considerou a performance como o melhor número de abertura na história dos MTV Video Music Awards.

## Gravação

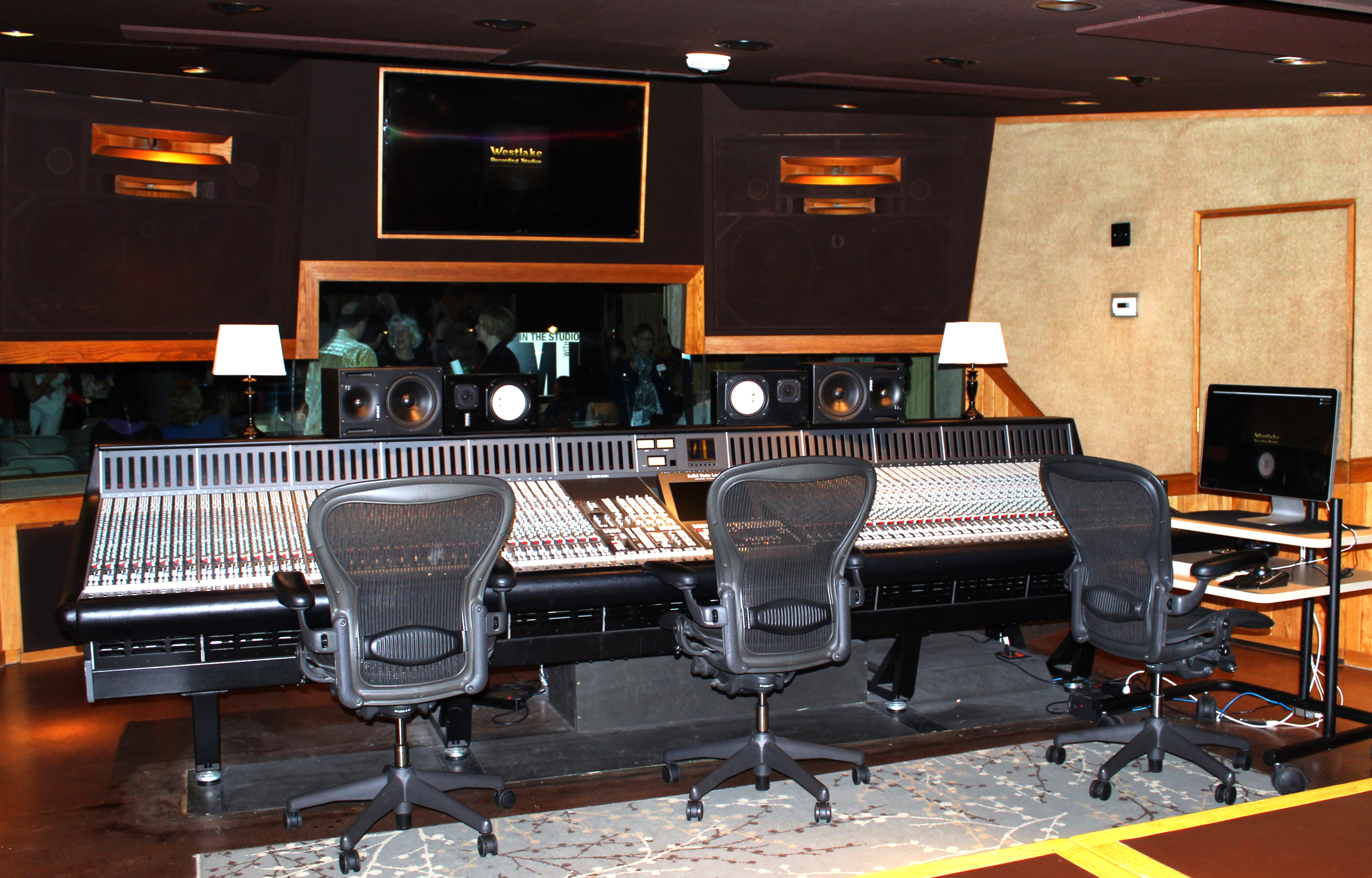
Westlake Recording Studios, um dos lugares onde In the Zone foi gravado.

Para In the Zone, Spears colaborou com produtores de sucessos, como Bloodshy & Avant, R. Kelly, Diddy, Christopher Stewart, Moby, Guy Sigsworth e The Matrix. Ela começou a escrever músicas para o disco durante a Dream Within a Dream Tour. Em entrevista a publicação Blender, a cantora comentou sobre compor enquanto estava em turnê: "A única coisa que foi assustadora para mim é que eu não sabia se eles eram bons. Você não pode confiar em ninguém. Você deve seguir os seus sentimentos." Ela também relatou ser uma compositora autobiográfica, embora não ao ponto de sentir-se auto explorada. Após o fim da digressão, a artista convidou sua amiga e vocalista de apoio Annet Artani para sua casa em Los Angeles. Elas começaram a escrever canções no piano, e pouco depois, viajaram para o Lago de Como, na Lombardia, Itália. Entre as faixas que trabalharam estão "Everytime", cuja Artani afirma ser uma resposta a "Cry Me a River" de Justin Timberlake, e "Shine", escrita por Britney sobre sua irmã Jamie Lynn, mas que não foi finalizada. O processo de gravação do disco começou no final de 2002. Britney declarou que, embora não soubesse inicialmente qual direção queria seguir com o material, ela levou tempo para trabalhar com diferentes produtores e encontrar aqueles com quem tivesse química. A primeira obra registrada para In the Zone foi "Touch of My Hand", e a intérprete disse que "realmente proporciona um equilíbrio para o restante do disco. Nós apenas seguimos a partir dali". Após as sessões de gravação de "Everytime", a artista elogiou Sigsworth, relatando: "Eu basicamente disse a ele exatamente como queria que a música soasse. E ele foi tão incrível, porque há um grande número de produtores que você explica-lhes as coisas e eles não entendem. E você fica tipo, 'ah, não é assim que eu quero'. Mas, ele entendeu de primeira e foi incrível".
Christopher Stewart e Penelope Magnet, conhecidos coletivamente como RedZone, apresentaram a Spears uma terceira canção que haviam escrito e produzido, "Pop Culture Whore". Apesar de seus administradores terem gostado, ela rejeitou, dizendo-lhes que a música era uma "droga". Após passarem uma noite com a artista em Nova Iorque para "entrar em seu mundo", como Magnet explicou, ficaria mais fácil "na verdade, compor sabendo  que ela iria ou não dizer, para saber onde está sua verdadeira vibração". Stewart e Magnet começaram a trabalhar na primeira versão de "Me Against the Music", Stewart apareceu com a ideia da faixa, enquanto Magnet desenvolveu a melodia em um piano e algumas partes da letra. Durante as sessões de gravação, Stewart lembrou que o ar condicionado do estúdio parou de funcionar por três dias, mas a cantora "não se queixou nem nada, e para mim isso mostra que ela está onde está por alguma razão." Enquanto ensaiava a sua performance para os Prêmios MTV Video Music de 2003, Britney tocou uma versão finalizada de "Me Against the Music" para Madonna. Após a última comentar ter gostado da música, Spears convidou-lhe para participar na faixa. RedZone depois entregou "Me Against the Music" a Madonna, que arranjou e gravou seus vocais adicionais por conta própria, consequentemente fazendo da música um dueto. Spears, que tem sido uma fã de Madonna durante anos, ficou "mais que surpresa" quando ouviu os versos da interveniente. Ela declarou: "Eu só pedi para ela fazer uma coisa pequena, mas ela realmente foi fundo. Ela fez um monte de coisas na canção". RedZone foram então convocados para trabalhar em vários outros números para o álbum, incluindo co-escrever "Early Mornin'", gravar os vocais de apoio para "Outrageous" e produzir "The Hook Up".
The Matrix comentou que depois que apresentaram as músicas a Spears, ela adaptou-as de acordo com a sua personalidade, especialmente as letras. Christy disse: "...ela realmente sabe o que quer. Ela sabe se está fazendo algo que não se encaixa com ela. Ela fica tipo, 'Não, essa não é eu.' Ela não é do tipo que se prende em uma falsa imagem." Christy também afirmou ter impressionado-se com a capacidade vocal de Spears durante a gravação de "Shadow". Steve Anderson, Lisa Greene e Stephen Lee compuseram "Breathe on Me" nos Metrophonic Studios em Londres, na Inglaterra. Antes de reunir-se com os outros escritores, Anderson pensou em dois conceitos de músicas especificamente para a cantora: um em que ele havia trabalhado "há séculos", e "Breathe on Me", na qual ele esboçou na manhã do dia das sessões. Greene e Lee não gostaram do primeiro conceito, e escreveram a obra com Anderson. A canção foi produzida por Mark Taylor, enquanto a maior parte da programação ficou a cargo de Anderson. Com Taylor, a artista gravou "Breathe on Me" e "And Then We Kiss", da qual foi descartada do alinhamento final. Antes do lançamento do disco, o empresário de Spears, Larry Rudolph, comentou que era importante para ela continuar se distanciando do tradicional som pop,  citando "I'm a Slave 4 U" e "Boys" de Britney como desvios de suas músicas anteriores. Barry Weiss, o então presidente da Jive Label Group, acrescentou: "Ela alcançou o que ela se propôs a alcançar, que era fazer um álbum maduro, que não soasse com algo que teria feito há três anos, mantendo a proposta comercial com singles de sucesso. (...) É o tipo de material que ela deveria estar fazendo agora. E foi ideia dela desenvolvê-lo". In the Zone foi gravado nos Battery Studios e The Dojo em Nova Iorque; 3:20 Studios, Decoy Studios, Pacifique Studios, Record Plant e Westlake Audio em Los Angeles, Califórnia; The Chocolate Factory, em Chicago, Illinois; Triangle Sond Studios em Atlanta, Geórgia; Metrophonic Studios e Olympic Studios em Londres, Inglaterra; e Murlyn Studios em Estocolmo, Suécia. Durante todo o início de 2003, ela começou a testar as faixas ao executá-las em casas noturnas como a Show, localizada na cidade de Nova Iorque.

## Composição
"Eu só acho que quando você começar a ser tão auto serviçal com a sua música... Eu fiquei um pouco assim com o último álbum, e eu realmente não queria me expor tanto assim. Eu compreendo [quando os músicos escrevem sobre coisas pessoais]. Mas quando tudo é sobre você, eu acho que.... Por exemplo, neste disco, algumas das canções, como 'Brave New Girl', posso me relacionar com essa música, mas é o quanto pessoal você vai. Este material é definitivamente pessoal, mas não de uma forma surpreendente – pense dessa maneira."

— Spears comenta sobre escrever acerca experiências pessoais
De acordo com a Billboard, In the Zone constitui uma inovação musical para Spears. Ao invés do tradicional pop, o álbum é mais escuro e mais dançante. Spears comentou sobre o som geral do álbum com a Rolling Stone: "Eu diria que o disco tem uma vibração trance — algo que você pode ouvir que não siga aquela estrutura padrão. (...) Obviamente não estou mais fazendo '...Baby One More Time' nem aqueles sucessos massivos. Acredito que o disco representa este momento na minha vida. É sensual, é sexual. Eu, provavelmente, estou escrevendo sobre isso inconscientemente, porque eu não estou sentido isso agora". Amy Schriefer, da NPR, afirmou que o álbum é uma mistura de dance, house, crunk, ritmos Diwali e hip hop. Segundo William Shaw, da Blender, o tema principal de In the Zone é "Spears despertando a sexualidade como uma mulher solteira". O primeiro single do álbum, "Me Against the Music", conta com a participação de Madonna, mas foi construído como um dueto após ela ter sido adicionada na faixa. Spears e Madonna compartilham linhas durante os versos, e Madonna canta sozinha durante a ponte. A instrumentação da obra inclui influências de hip hop e guitarras de funk. Liricamente, Spears e Madonna entoam sobre os prazeres de se soltarem na pista de dança, como "Eu estou contra o alto-falante / Tentando dominar a música / É como uma competição". O segundo número, "I Got That (Boom Boom)" deriva do hip hop de Atlanta, e contém a participação da dupla Ying Yang Twins.
"Showdown" tem batidas "borbulhantes" e suas letras, sobre "brigar e fazer as pazes com relações carnais", incluem as linhas "Eu realmente não quero ser uma tentação / Mas você poderia abrir meu zíper, por favor?" A quarta faixa, "Breathe on Me", foi descrita como a mais sensual do disco. Contendo influências trip hop, a intérprete canta: "Oh, está tão quente, e eu preciso de um pouco de ar / E garoto, não pare pois estou quase lá" e "Apenas junte os lábios e assopre". "Early Mornin'" descreve Spears à procura de homens em um clube de Nova Iorque. A música tem um ritmo percolante  e caracteriza os vocais suaves da artista, que ronrona e boceja durante a melodia. A casa noturna Show é referenciada ao longo de sua execução. "Toxic", que Spears nomeou mais tarde como sua canção predileta de sua carreira, foi originalmente oferecida a Kylie Minogue. Lançada como segundo single de In the Zone, contém elementos de electropop e música bhangra, e apresenta diversas instrumentações, como tambores, sintetizadores, cordas agudas e guitarras de surf. Liricamente, "Toxic" é sobre estar viciada a um amante. "Outrageous", o quarto e último foco de divulgação do álbum, é uma faixa hip hop que de acordo com a MTV caracteriza Britney "sussurrando e gemendo (...) em uma melodia encantadora de serpentes dando a composição uma atmosfera exótica." As letras tratam sobre o materialismo e divertimento, com a intérprete referenciando no refrão um número de coisas que lhe dão prazer. Em "Touch of My Hand", cuja artista pensou ser comparável a "That's the Way Love Goes" (1993), de Janet Jackson, ela canta em um registro mais lento. A instrumentação contém elementos da música do Oriente Médio e seus versos referem-se a masturbação: "Eu serei atrevida / Indo a lugares onde eu possa estar fora de controle / Não quero explicar essa noite / Todas as coisas que tento esconder".
A nona canção "The Hook Up" possui uma atmosfera reggae e apresenta Spears cantando com um sotaque patois jamaicano. A balada, "Shadow" fala sobre como lembranças de um amado ainda podem permanecer mesmo depois de ele ter partido. As letras de "Brave New Girl" tratam sobre uma jovem mulher encontrando suas paixões e perdendo as inibições. Apoiada por agitadas batidas electro-funk, ela entoa de uma maneira "quase rap": "Ela vai encontrar sua paixão, ela vai encontrar seu caminho, ela vai sair bem nessa / Ela não quer Nova Iorque nem Los Angeles, ela vai encontrar aquele beijo especial." A faixa incorpora elementos da música de No Doubt, Blondie e Madonna. "Everytime" começa com uma introdução de piano acompanhada dos vocais sussurrantes da cantora, que agrava-se de suave a forte durante toda a obra. Suas letras são um pedido de perdão por, inadvertidamente, ferir um ex-amante. Na música, ela explica que se sente incapaz de seguir em frente, em linhas como: "Toda vez que tento voar eu caio / Sem minhas asas me sinto tão pequena". Durante uma entrevista a MTV, Spears comentou sobre a canção: "Trata-se sobre partir coração, sobre seu primeiro amor, seu primeiro amor verdadeiro. Isso é algo com que todas as pessoas podem se relacionar, porque todo mundo tem aquela primeira paixão com quem pretende passar o resto da vida junto." Quando questionada se "Everytime" tratava-se de Timberlake, ela respondeu: "Eu deixarei a música falar por si só". O remix Rishi Rich's Desi Kulcha de "Me Against the Music" removeu a melodia original do tema e acrescentou uma tinida batida de fundo e gritos da música de Punjabi. No número bônus "The Answer", a intérprete canta que seu amante é a resposta para todas as suas necessidades: "Quem pode abraçar-me forte, manter-me quente durante a noite? / Quem pode enxugar minhas lágrimas e consertar os erros? / Quem pode dar-me amor até eu ficar satisfeita? / Quem é o único que eu preciso na minha vida?". Em "Don't Hang Up", ela pede ao telefone que seu parceiro satisfaça-a a longa distância.

## Recepção

### Crítica profissional
| Críticas profissionais | Críticas profissionais |
| Pontuações agregadas   | Pontuações agregadas   |
| Fonte                  | Avaliação              |
| ---------------------- | ---------------------- |
| Metacritic             | (66/100)               |
| Avaliações da crítica  |                        |
| Fonte                  | Avaliação              |
| About.com              | [ 29 ]                 |
| Allmusic               | [ 37 ]                 |
| Blender                | [ 38 ]                 |
| Rolling Stone          | [ 39 ]                 |
| Slant Magazine         | [ 40 ]                 |
| The Guardian           | [ 32 ]                 |
| Vibe                   | [ 31 ]                 |

O portal Metacritic, com base em catorze resenhas recolhidas, concedeu ao In the Zone uma média de 66 pontos de uma escala que vai até 100, indicando "análises geralmente favoráveis". Jason Shawhan, da seção de dance music e eletrônica do portal About.com, foi positivo ao comentar que embora o álbum possua uma atmosfera sexy, o resultado final parece ser uma declaração bastante pessoal de Spears. O profissional também opinou sobre o envolvimento da artista nas composições dos números, comparando-o a seus antigos trabalhos: "Essa é outra coisa interessante em seu novo álbum, já que nenhum de seus projetos anteriores conseguiram produzir qualquer tipo de resposta emocional sustentável além dos prazeres de ouvir um bom disco pop. Eu certamente sinto falta de Max Martin, mas parece que a Sra. S. vem aprendendo bastante com La Ciccone [Madonna]. Em outras palavras, este é o True Blue (1986) de Britney". Stephen Thomas Erlewine, do banco de dados Allmusic, avaliou que o álbum "foi feito para os clubes, mas que embora tenha indícios de neo-electro e dos Neptunes, ele não chega a soar moderno — soa mais como algo de 1993, ou então, com Bedtime Stories (1994) e Ray of Light (1998), de Madonna. Em termos de produção, as canções não são apenas excelentes, mas também muito mais variadas do que as de seus álbuns anteriores". Embora tenha citado "Early Mornin'" como o destaque do projeto, Ruth Mitchell do BBC Online, declarou que "infelizmente, essas tentativas de mostrar sua maturidade recém-descoberta são o que oprimem e ofuscam tudo o que há de bom em In The Zone". Escrevendo para a Blender, Mim Udovitch analisou que este álbum possui um perverso alinhamento de faixas que vai desde "músicas que vem do coração até as músicas que vem da virilha", complementando: "Não mais uma menina, liberta da escravidão, ela agora é uma mulher adulta e sabe agir como tal de maneira convincente". David Browne, da Entertainment Weekly, definiu "Brave New Girl" e "Touch of My Hand" como os melhores e mais íntegros momentos do trabalho, porém acrescentou: "Em um CD destinado a celebrar o seu trajeto para a maioridade, Spears permanece distante e submersa. Mesmo com toda a sua liberdade, ela ainda está encontrando seu caminho".
Jon Pareles, da Rolling Stone, disse: "A voz de Spears está tão processada que sua naturalidade quase desaparece. (...) In the Zone oferece striptease, sexo no telefone, acomodação e profundidade. Além de batidas cintilantes, Spears parece ser quase tão íntima quanto uma boneca inflável". Sal Cinquemani, da Slant, declarou: "O quarto álbum de Britney encontra a vulgaridade da maioridade com uma mistura ousada de hip-hop e dance music, limpando os últimos vestígios de seus antigos pop 'chicletes' (...) Em sua maior parte, In The Zone é uma imensa carta de amor para a pista de dança, o que torna o envolvimento de Madonna ainda mais adequado". Dorian Lynskey, do The Guardian, observou que "diferentemente de seus discos anteriores, In the Zone não é chato e nem tem aquelas regravações de má qualidade, apenas 57 diferentes possibilidades de comercializar o pop. Há hip-hop, deep house, R&B estilo-Neptunes, o onipresente ritmo Diwali, e o mais importante, a boa e velha Madonna". Jason King, da Vibe, considerou-o como "um registro de dance music extremamente confiante que também ilustra o desenvolvimento de Spears como compositora."

### Reconhecimento
"Não sou o tipo de pessoa que coloca a culpa nos outros, mas sinto que algumas coisas que foram feitas por mim nem sempre foram do meu interesse. Olhando para trás, sinto, agora, no meu 4º álbum, que 'menos é mais' deveria ter sido o caminho a percorrer".

—Spears refletindo sobre In the Zone em novembro de 2004.
Stephen Thomas Erlewine, da Allmusic, comentou: "Se Britney de 2001 foi um álbum de transição, capturando Spears no momento em que ela não era uma garota e nem ainda uma mulher, seu sucessor de 2003, In the Zone, é onde ela finalmente completa sua jornada e transforma-se em Britney, a Mulher Adulta." Erlewine comparou a cantora com sua colega Christina Aguilera, explicando que ambas equiparam sua maturidade com sexualidade transparente e com músicas feitas para as discotecas, porém enquanto Aguilera "surgiu como a baranga nata, Britney é aquela menina ingênua que veio para a faculdade para beber, fumar, dançar e transar de uma forma pouco imprudente, uma vez que esta é a primeira vez que ela pode desfrutar de si mesma". Sal Cinquemani, da Slant Magazine, declarou: "Para uma garota que sempre pareceu ser muito sensual para sua idade, em In The Zone, Britney finalmente mostra as suas habilidades, por assim dizer. Sua menina coquete realmente funciona agora — talvez porque, aos 21 anos, ela seja finalmente uma mulher". Jason King, da Vibe, disse que o álbum introduziu uma Spears diferente, "não é mais uma menina, mas é uma mulher que consegue lidar com todos os homens." Em 2009, Amy Schriefer, do NPR, incluiu o material em sua lista dos 50 discos mais importantes da década. Chamando-o de "uma cartilha sobre o som pop dos anos 2000", ela definiu a artista como o veículo ideal para um som futurista, uma vez que ainda estava tentando distanciar-se de seu passado teen pop. Schriefer prezou "Toxic" e "Everytime", e ainda escreveu: "Enquanto a história da década de obsessão por celebridades, voyeurismo de paparazzi e construções conflitantes de sexualidade feminina e maternidade estejam escritas no corpo de Spears, a história da década também marcada pelo pop impecavelmente trabalhado está escrita em seu corpo de trabalho".
Em uma análise sobre os conteúdos sexuais exibidos na mídia, feita para o seu livro Sex in consumer culture (2006), a autora Julie Andsager afirmou que os vídeos musicais de In the Zone apresentaram uma Spears diferente, e que, embora o álbum tivesse a intenção de atingir o público homossexual, os vídeos foram claramente projetados para os homens heterossexuais. Andsager sugeriu que a fonte de inspiração da artista foram suas fantasias sexuais, e que o uso de imagens sanitizadas de jovens mulheres atraentes posando de maneiras sexuais atende a dois públicos: primeiramente, procura realizar as fantasias heterossexuais, mas como uma função secundária, pode também servir como fonte de instrução para as meninas seduzirem os homens. Sob sua perspectiva de mercadologia, a proposta de realizar sonhos, não foi apenas mostrada nos vídeos, mas também no beijo entre Spears e Madonna nos MTV Video Music Awards. Por fim, Andsager explicou que "[Spears] talvez tenha explorado sua sexualidade ao extremo — ao menos diante das telas de televisão — aos seus 22 anos. Em 2005, a faixa "Toxic" rendeu a artista seu primeiro Grammy Awards, ao ganhar um troféu da categoria Melhor Gravação Dance.

## Singles

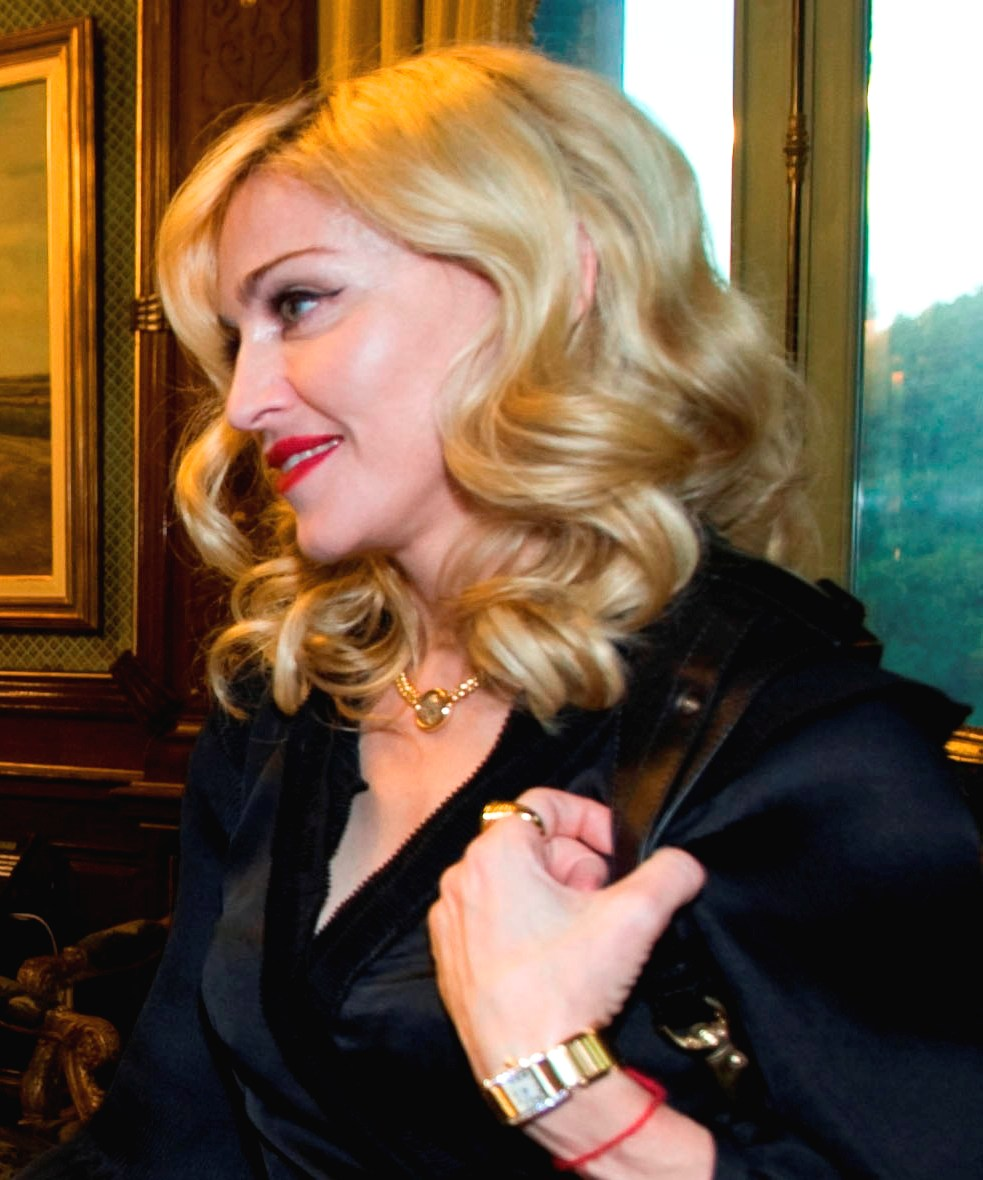
A cantora Madonna participa de "Me Against the Music", o qual foi lançado como o primeiro single do álbum.

"Me Against the Music", com a participação de Madonna, foi confirmada como primeiro single do disco em 16 de setembro de 2003. Duas semanas mais tarde, a colaboração foi adicionada nas estações de rádios estadunidenses. Em seguida, um extended play (EP) foi disponibilizado na iTunes Store contendo quatro remixes do número. Foi comercializado ainda como CD single e vinil na Amazon. Originalmente, "Outrageous" foi cogitada a iniciar a divulgação de In the Zone, porém Spears convenceu sua gravadora a distribuir "Me Against the Music". Seu vídeo musical acompanhante foi dirigido por Paul Hunter, e apresenta Spears e Madonna interpretando duas rivais dentro de um clube noturno. Uma perseguição entre ambas inicia-se, e no final Britney acaba por encontrar Madonna, cuja desaparece antes de beijarem-se. Obteve êxito comercial, ao liderar as tabelas da Austrália, da Dinamarca, da Espanha, da Hungria e da Irlanda; enquanto classificou-se em segundo lugar no Canadá, na Grécia, na Itália, na Noruega e no Reino Unido. A canção recebeu um troféu na categoria de Single do Ano na Hot Dance durante os Billboard Music Awards de 2004.
Após tentar escolher entre "(I Got That) Boom Boom" e "Outrageous", Spears selecionou "Toxic" como a sua seguinte faixa de trabalho. Sendo enviada para as estações de rádio estadunidenses em 12 de janeiro de 2004. Mas tarde, o tema foi comercializado através dos formatos digital e físico. O vídeo musical, dirigido por Joseph Kahn, retrata a cantora como uma agente secreta em busca de um frasco com um líquido verde. Após roubá-lo, ela entra em um apartamento e envenena seu namorado infiel. Ao longo da trama, são intercaladas cenas da artista nua com diamantes sobre seu corpo. A produção recebeu quatro indicações aos MTV Video Music Awards de 2004, incluindo a de Vídeo do Ano porém perdeu todas. A composição também ganhou um Grammy Awards na categoria de Melhor Gravação Dance, sendo este o primeiro troféu da premiação a ser entregue a Spears. Em termos comerciais, conseguiu classificar-se no topo das paradas australianas, canadenses, húngaras, irlandesas, norueguesas e britânicas. Nos Estados Unidos, tornou-se no seu primeiro single a listar-se entre os dez primeiros em quase quatro anos.
Escolhida para continuar com a divulgação do disco, "Everytime" foi enviada para estações de rádios estadunidenses em 10 de maio de 2004. No mesmo dia, foram comercializados um extended play (EP) digital e um maxi single contendo remixes da obra. Seu vídeo musical correspondente foi dirigido pelo fotógrafo David LaChapelle e carateriza a artista como uma estrela sendo perseguida pelos paparazzi. Nas cenas seguintes, ela se afoga em sua banheira logo após um ferimento de sua cabeça começar a sangrar. No hospital, os médicos não conseguem ressuscitá-la, enquanto uma criança nasce no quarto ao lado, sugerido uma reencarnação. Na história original, Spears se mataria com uma dose excessiva de drogas, porém o roteiro foi descartado após ter recebido críticas de várias organizações, das quais afirmaram ser uma "glorificação ao suicídio". A faixa alcançou um desempenho comercial bastante favorável, ao culminar nas tabelas da Austrália, da Hungria, da Irlanda e do Reino Unido; ao passo que situou-se entre os dez primeiros de mais onze países.
"Outrageous" foi lançada como o quarto e último single de In the Zone, sendo adicionada às listas das estações de rádios estadunidenses em 19 de julho de 2004. Posteriormente, foi editada em formato físico e digital. A obra foi finalmente escolhida como foco de promoção, após ser selecionada como a música-tema do filme Catwoman (2004). Sua produção audiovisual estava sendo filmada na cidade de Nova Iorque em junho de 2004, porém Britney machucou seu joelho e teve que se submeter a uma cirurgia artroscópica. O vídeo foi cancelado, assim  como a The Onyx Hotel Tour e a participação na trilha sonora de Catwoman. Comercialmente, a composição conseguiu apenas listar-se nas paradas dos Estados Unidos e do Japão, atingindo as 79ª e 31ª posições, respectivamente.

## Promoção

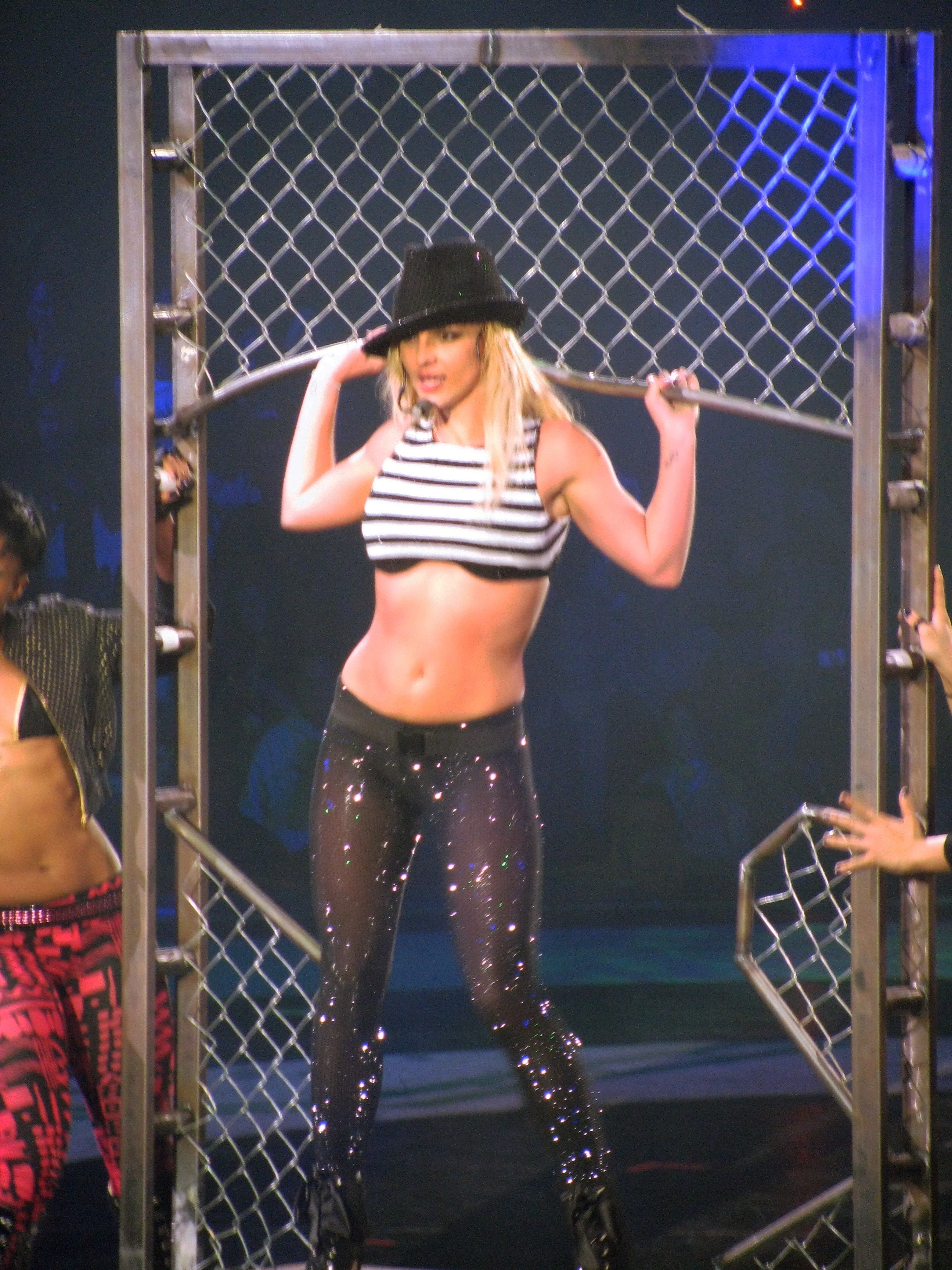
Spears apresentando "Toxic" na turnê the Circus Starring Britney Spears (2009)

Em novembro de 2003, o diretor executivo da Jive Records, Barry Weiss informou a revista Billboard que In the Zone estava sendo promovido a nível mundial, em importantes áreas como a mídia impressa e eletrônica, televisão, rádio e vídeo para aumentar a conscientização do público sobre o lançamento do álbum. Além disso, a Jive trabalhou com a Karpel Group, a fim de comercializar o produto entre a comunidade LGBT. Outras iniciativas de marketing de base ampla incluíam uma parceria com a companhia LidRock, onde depois de encomendarem um refrigerante na pizzaria Sbarro, os clientes recebiam um copo com a arte de capa e um disco de três polegadas na tampa contando com "Brave New Girl" e canções por outros dois artistas.  Em dezembro seguinte, um atualizado CD da LidRock alinhava um remix de "Me Against the Music" sem a participação de Madonna, bem como músicas pelos colegas de editora Nick Cannon e Bowling for Soup. A Regal Theaters também exibiu um curta-metragem, que consistia em cenas dos bastidores dos vídeos musicais de Spears. Duas campanhas nacionais de publicidade de televisão começaram em 1º de novembro de 2003, um com uma prévia da apresentação da cantora no programa de comédia estadunidense Saturday Night Live, enquanto o outro foi transmitido exclusivamente na MTV. Não foram planejadas quaisquer tipos de campanhas publicitárias patrocinadas, como Larry Rudolph explicou: "[Desta vez] vai ser mais sobre a música do que parcerias empresariais." Em termos de divulgação internacional, durante um período de quarto meses Spears foi destaque em sete mini especiais de TV e mais de cento e cinquenta entrevistas concedidas fora dos Estados Unidos.
Spears apresentou "Me Against the Music" pela primeira vez  durante o NFL Kickoff Live em 4 de setembro de 2003 no National Mall. A performance prosseguiu com uma mistura de "...Baby One More Time" e "I'm a Slave 4 U", que incluiu pirotecnia. Dez dias depois, a cantora fez um concerto surpresa no Rain Nightclub em Palms Casino Resort e executou "Me Against the Music", "Breathe on Me" e novamente uma miscelânea de "...Baby One More Time" e "I'm a Slave 4 U". Durante o terceiro episódio da vigésima nona temporada de Saturday Night Live, exibido em 18 de outubro seguinte, a artista interpretou as faixas "Me Against the Music" e "Everytime". Britney abriu os American Music Awards de 2003 com uma performance de "Me Against the Music". Em 17 de novembro, a American Broadcasting Company (ABC) transmitiu um concerto especial intitulado Britney Spears: In the Zone. No dia seguinte, ela cantou "Me Against the Music" e "(I Got That) Boom Boom" no programa de televisão musical Total Request Live na Times Square. "Me Against the Music" também foi executado nos programas estadunidenses The Tonight Show with Jay Leno e Live! with Kelly and Michael nos dias 17 e 24 de novembro, respectivamente. Ela interpretou "Toxic", "Breathe on Me" e "Me Against the Music" durante o evento festivo Jingle Ball, ocorrido no Staples Center em 8 de dezembro. Em 24 de janeiro de 2004, Spears abriu os Prêmios NRJ Music de 2004 com uma atuação de "Toxic". Em 5 de agosto seguinte, ela cantou "Everytime" no programa de paradas musicais britânico Top of the Pops.

### The Onyx Hotel Tour

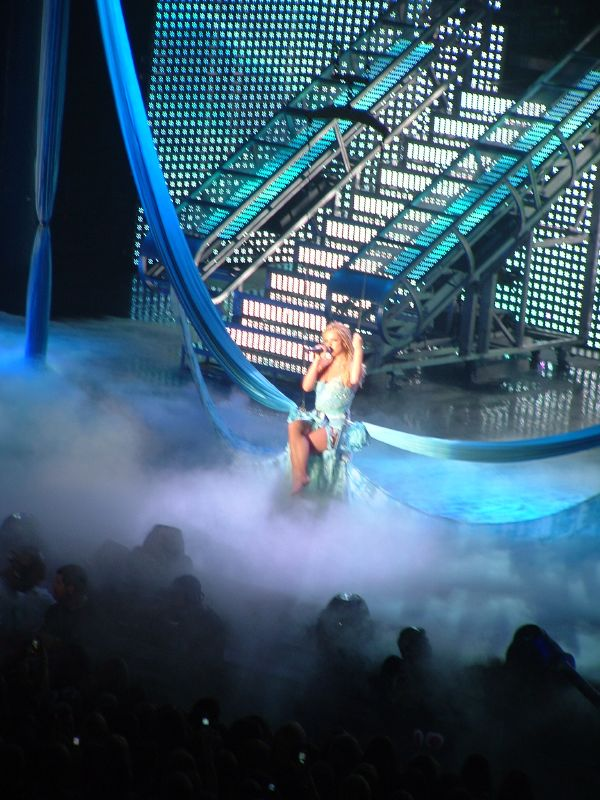
Spears durante a turnê The Onyx Hotel Tour (2004).

Uma turnê em função de promover o álbum foi anunciada em dezembro de 2003. Originalmente seu nome seria In the Zone Tour, porém Spears foi processada por violação de marca registrada e proibida de usar a frase "in the zone". A artista sentiu-se inspirada em criar um concerto com uma temática de hotel, do qual mais tarde mesclou com o conceito de uma pedra ônix, assim nomeando-o como The Onyx Hotel Tour. O palco, influenciado pelos musicais da Broadway, foi menos elaborado do que os de suas digressões anteriores. O repertório era composto principalmente por canções de In the Zone bem como algumas de suas antigas músicas reformuladas com diferentes elementos de jazz, blues e percussão latina. Os eventos foram promovidos pela Clear Channel Entertainment, que visava atrair um público mais velho do que os de seus shows prévios enquanto a patrocinadora MTV promoveu altamente a excursão em programas televisivos e em sua página oficial.
Os concertos foram divididos em sete segmentos: Check-In, Mystic Lounge, Mystic Garden, The Onyx Zone, Security Cameras, Club e o bis. A introdução, Check-In, caracterizava-se por rotinas de dança e adiantava a temática de hotel. Mystic Lounge prestava uma homenagem ao Cabaret e outros musicais, enquanto remixava alguns dos primeiros êxitos de Spears. O terceiro ato, Mystic Garden, apresentava um cenário inspirado em elementos da selva. The Onyx Zone,  retratava apenas uma performance de "Shadow", cuja era acompanhada por acrobatas. Security Cameras era a parte mais controversa do espetáculo, onde Spears e seus dançarinos emulavam diferentes práticas sexuais. O segmento posterior, Club contava com uma interpretação de "(I Got That) Boom Boom" com influências urbanas em sua estética. O bis consistia em um mau funcionamento do sistema de interlúdio e Britney executava "Me Against the Music" enquanto vestia um conjunto vermelho. A turnê recebeu avaliações mistas dos avaliadores, dos quais prezaram por ser um show agradável ao passo que criticaram-o por parecer "mais [como] um espetáculo do que um concerto real". The Onyx Hotel Tour foi bem-sucedida comercialmente, arrecadando 34 milhões de dólares. Em março de 2004, Spears sofreu uma lesão no joelho no palco o que a forçou a adiar duas apresentações. Em junho seguinte, a cantora caiu e machucou o seu joelho novamente durante a gravação do vídeo musical de "Outrageous". Ela foi submetida à uma cirurgia e o restante da turnê foi cancelada.

## Lista de faixas
| In the Zone – edição padrão |                                                                                | |                                      |         |  |
| N.º                         | Título                                                                         | Compositor(es) | Produtor(es)                         | Duração |  |
| 1.                          | "Me Against the Music" (com part. de Madonna)                                  | Britney Spears · Madonna · Christopher "Tricky" Stewart · Thabiso "Tab" Nikhereanye · Penelope Magnet · Terius Nash · Gary O'Brien | Trixster · Magnet[A]                 | 3:43    |  |
| 2.                          | "I Got That (Boom Boom)" (com part. de Ying Yang Twins)                        | Roy "Royalty" Hamilton · Chyna Royal · Deongelo Holmes · Eric Jackson                                                              | Hamilton                             | 4:51    |  |
| 3.                          | "Showdown"                                                                     | Spears · Cathy Dennis · Christian Karlsson · Pontus Winnberg · Henrik Jonback                                                      | Bloodshy & Avant                     | 3:17    |  |
| 4.                          | "Breathe on Me"                                                                | Stephen Lee · Steve Anderson · Lisa Greene                                                                                         | Mark Taylor                          | 3:43    |  |
| 5.                          | "Early Mornin'"                                                                | Spears · Moby · Stewart · Magnet                                                                                                   | Moby · Trixster[B] · Magnet[B]       | 3:45    |  |
| 6.                          | "Toxic"                                                                        | Dennis · Karlsson · Winnberg · Jonback                                                                                             | Bloodshy & Avant                     | 3:21    |  |
| 7.                          | "Outrageous"                                                                   | R. Kelly | R. Kelly · Trixster[B] · Magnet[B]   | 3:22    |  |
| 8.                          | "Touch of My Hand"                                                             | Spears · Jimmy Harry · Balewa Muhammad · Shep Solomon                                                                              | Harry · Solomon                      | 4:19    |  |
| 9.                          | "The Hook Up"                                                                  | Spears · Stewart · Nikhereanye · Magnet                                                                                            | Trixster · Magnet[B]                 | 3:54    |  |
| 10.                         | "Shadow"                                                                       | Spears · Lauren Christy · Scott Spock · Graham Edwards · Charlie Midnight                                                          | The Matrix                           | 3:45    |  |
| 11.                         | "Brave New Girl"                                                               | Spears · Brian Kierulf · Josh Schwartz · Kara DioGuardi                                                                            | Brian and Josh                       | 3:30    |  |
| 12.                         | "Everytime"                                                                    | Spears · Annette Stamatelatos | Guy Sigsworth                        | 3:53    |  |
| 13.                         | "Me Against the Music" (com part. de Madonna) (Rishi Rich's Desi Kulcha Remix) | Spears · Madonna · Stewart · Nikhereanye · Magnet · Nash · O'Brien                                                                 | Trixster · Magnet[A] · Rishi Rich[C] | 4:29    |  |
| Duração total:              | Duração total:                                                                 | Duração total: | Duração total:                       | 49:52   |  |

| In the Zone – faixa bônus da edição internacional |                |                                     |                |         |  |
| N.º                                               | Título         | Compositor(es)                      | Produtor(es)   | Duração |  |
| 14.                                               | "The Answer"   | Ryan Leslie · Sean "P. Diddy" Combs | Combs · Leslie | 3:55    |  |
| Duração total:                                    | Duração total: | Duração total:                      | Duração total: | 53:57   |  |

| In the Zone – faixa bônus da edição britânica, italiana, australiana e japonesa |                 |                             |                |         |  |
| N.º                                                                             | Título          | Compositor(es)              | Produtor(es)   | Duração |  |
| 15.                                                                             | "Don't Hang Up" | Spears · Kierulf · Schwartz | Brian and Josh | 4:02    |  |
| Duração total:                                                                  | Duração total:  | Duração total:              | Duração total: | 57:59   |  |

| In the Zone – faixas bônus para download da edição exclusiva do Walmart.com |                                                        |                                                                   |                                      |         |  |
| N.º                                                                         | Título                                                 | Compositor(es)                                                    | Produtor(es)                         | Duração |  |
| 14.                                                                         | "I've Just Begun (Having My Fun)"                      | Spears · Michelle Bell · Karlsson · Winnberg · Jonback            | Bloodshy & Avant                     | 3:23    |  |
| 15.                                                                         | "Me Against the Music" (Bloodshy & Avant's Chik Remix) | Spears · Madonna · Stewart · Nkhereanye · Magnet · Nash · O'Brien | Trixster · Magnet · Bloodshy & Avant | 5:17    |  |

| In the Zone – conteúdo bônus do lado DVD da edição DualDisc |                                             |                  |         |  |
| N.º                                                         | Título                                      | Diretor          | Duração |  |
| 1.                                                          | "Todo o álbum em som 5.1 Surround & Stereo" |                  | 49:52   |  |
| 2.                                                          | "Toxic" (videoclipe)                        | Joseph Kahn      | 3:30    |  |
| 3.                                                          | "Everytime" (videoclipe)                    | David LaChapelle | 4:10    |  |
| 4.                                                          | "Chris Cox Megamix" (videoclipe)            | Vários diretores | 3:47    |  |

| In the Zone – conteúdo bônus da edição DVD-Audio |                                                            |             |         |  |
| N.º                                              | Título                                                     | Diretor     | Duração |  |
| 1.                                               | "Me Against the Music" (com part. de Madonna) (videoclipe) | Paul Hunter | 3:50    |  |
| 2.                                               | "Toxic" (videoclipe)                                       | Joseph Kahn | 3:30    |  |
| 3.                                               | "Galeria de Fotos"                                         |             |         |  |
| 4.                                               | "Letras na Tela"                                           |             |         |  |

Notas
A  - denota co-produtores
B  - denota produtores vocais
C  - denota remixadores

## Créditos
Lista-se abaixo os profissionais envolvidos na elaboração de In the Zone, de acordo com o encarte do álbum:
| - Britney Spears: vocal principal, vocais de apoio, composição e arranjamentos - Madonna: vocal participante, composição - Christopher "Tricky" Stewart: composição, produção, produção vocal, vocais de apoio, arranjamentos, instrumentos e programação - Thabiso "Tab" Nikhereanye: composição - Penelope Magnet: composição, produção, produção vocal, vocais de apoio e arranjamentos - Terius Nash: composição - Gary O'Brien: composição e guitarra - Steve Lunt: arranjamentos - Brian "B Luv" Thomas: gravação e edição digital - Mark "Spike" Stent: gravação e mixagem - Serban Ghenea: mixagem - Charles McCrorey: assistente de engenharia - David Treahearn: assistente de engenharia - Rob Haggert: assistente de engenharia - Tim Roberts: assistente de engenharia - Courtney Copeland: vocais de apoio - Emma Roads: vocais de apoio - Roxanne Estrada: vocais de apoio - John Hanes: edição digital e edição vocal - P-Dub Walton: edição digital - Roy "Royalty" Hamilton: composição, produção, vocais de apoio, arranjamentos e instrumentos - Chyna Royal: composição, vocais de apoio - Ying Yang Twins: vocais participantes, vocais de apoio e composição - Pablo Munguia: gravação - Rich Tapper: gravação e assistente de engenharia - Josh Copp: assistente de engenharia - Jason Rankins: assistente de engenharia | - Roy Gartrell: banjo e guitarra - Cathy Dennis: composição e vocais de apoio - Bloodshy & Avant: composição, produção, gravação, arranjamentos, instrumentos, programação e edição digital - Henrik Jonback: composição, guitarra - Niklas Flyckt: mixagem - J.D. Andrew: assistente de engenharia - Jonas Östman: assistente de engenharia - Emma Holmgren: vocais de apoio - Leopoldo Lopes: gravação, engenharia, assistente mistura - BlackCell: vocais de apoio - Thomas Lindberg: baixo - Chris Harggerty: edição digital - Stephen Lee: composição - Steve Anderson: composição, teclados e programação - Lisa Greene: composição e vocais de apoio - Mark Taylor: produção, gravação e mixagem - Pablo Munguia: gravação - Jong Uk Yoon: assistente de engenharia - Matt Furmidge: assistente de engenharia - Rich Tapper: assistente de engenharia - Vanessa Letocq: coordenação de produção - Moby: composição, produção, engenharia, instrumentos e programação - Vance Hornbuckle: assistente de engenharia - Kyron Leslie: vocais de apoio - Janson & Janson: regência - R. Kelly: composição, produção, co-mixagem e vocais de apoio - Ian Mereness: gravação e programação - Abel Garibaldi: gravação e programação - Andy Gallas: gravação - Nathan Wheeler: assistente de engenharia - Steve Bearsley: assistente de engenharia - Jason Mlodzinski: assistente de engenharia | - Donnie Lyle: guitarra - Kendall Nesbitt: teclados - Jimmy Harry: composição, produção, programação, arranjamentos, teclados e guitarra - Balewa Muhammad: composição - Shep Solomon: composição e produção - Brad Gilderman: gravação - Chriss Fudurich: gravação - Ed Alton: arranjamentos de acordes - Dan Yashiv: edição digital - DaCorna Boyz: teclados - BUD: vocais de apoio - The Matrix: composição, produção, gravação, arranjamentos e vocais de apoio - Mick Guzauski: mixagem - Andrew Nast: assistente de engenharia - Tom Bender: assistente de engenharia - The Wizardz of Oz: vocais de apoio - Brian Kierulf: composição, produção, gravação, edição vocal, programação, teclados e guitarra - Josh Schwartz: composição, produção, gravação, edição vocal e guitarra - Kara DioGuardi: composição e vocais de apoio - Tony Zeller: assistente de engenharia - Jennifer Karr: vocais de apoio - Annette Stamatelatos: composição - Guy Sigsworth: produção e instrumentos - Sean McGhee: engenharia, edição e mixagem - Seth Waldmann: assistente de engenharia - Rishi Rich: remixagem - Tom Coyne: masterização |

## Desempenho comercial
De acordo com a Nielsen SoundScan, In the Zone comercializou 609 mil cópias durante a sua semana de lançamento nos Estados Unidos, debutando na primeira posição da Billboard 200. O álbum marcou a segunda melhor estreia por uma artista feminina em 2003 – atrás apenas de The Diary of Alicia Keys de Alicia Keys –, e o quinto maior número de vendas avaliados em uma primeira semana naquele ano. Spears também converteu-se na primeira artista feminina na história da Billboard a ter quatro álbuns consecutivos na liderança da tabela. Em sua terceira semana de distribuição, o material já havia registrado mais um milhão de vendas no país. Mais tarde, foi certificado como platina tripla pela Recording Industry Association of America (RIAA) por exportar mais de três milhões de exemplares. Até maio de 2012, vendas de mais de três milhões de réplicas foram avaliadas em território estadunidense, segundo a Nielsen SoundScan. No Canadá, In the Zone estreou na segunda colocação da Canadian Albums Chart com 31 mil unidades distribuídas. Após somar vendas superiores a 300 mil cópias, a Music Canada acabou por condecora-lo como platina tripla. Nos países latinos da América, obteve certificações de platina em nações como Argentina, Chile, México e ouro no Brasil.
Na Austrália e na Nova Zelândia, In the Zone debutou respectivamente na 10ª e 25ª ocupações de suas paradas oficiais. Mais tarde, a primeira nação certificou o trabalho como platina pelo excedente de 70 mil unidades faturadas, enquanto o segundo o classificou como ouro, denotando mais de 7 mil cópias adquiridas. Posicionou-se no terceiro posto da japonesa Oricon, com cerca de 59 mil e 128 cópias vendidas em sua semana de lançamento. No Reino Unido, constatou na 14ª ocupação da UK Albums Chart, saltando para a 13ª posição trinta e quatro semanas depois. Desde então, a British Phonographic Industry (BPI) classificou-o como platina devido aos mais de 300 mil exemplares exportados. Por volta do resto do continente europeu, o disco alcançou o terceiro lugar da European Top 100 Albums e posicionou-se na liderança das tabelas de nações como Áustria, Bélgica, Dinamarca, Finlândia, França e Grécia. Conseguindo ainda atingir as dez primeiras posições em outros seis territórios, como a Alemanha, Hungria, Irlanda, Países Baixos, Suécia e Suíça. Em abril de 2004, recebeu um certificado de platina pela International Federation of the Phonographic Industry (IFPI), após distribuir 1 milhão de unidades no continente. A nível mundial, In the Zone foi o oitavo álbum mais bem-sucedido de 2003 e atualmente registra mais de seis milhões de cópias comercializadas.